# MMDB
MMDB (englisch Molecular Modelling Database ‚molekulare Modellierungsdatenbank‘) ist eine Online-Datenbank für 3D-Strukturen von Biomolekülen. Sie führt unter anderem Daten über Proteinstrukturen.